# آق‌کچیلی، باشماق‌چی
اکیشیلی، باشماکسی (به لاتین: Akkeçili, Başmakçı) یک منطقهٔ مسکونی در ترکیه است که در استان افیون قره‌حصار واقع شده‌است.

## خصوصیات
اکیشیلی ۱۲۴ نفر جمعیت دارد.